# Risalah (fiqh)
Risalah (parfois écrit resalah ; arabe رسالة) est le mot arabe pour traité, mais chez les chiites duodécimains, le terme est utilisé comme raccourci pour risâlah ‘amaliyyah (رساله‌ عملیه) ou traité de droit pratique. Ces traités sont également appelés recueils d'édits juridiques ou clarifications de questions (توضيح المسائل). Ils sont généralement écrits par un mujtahid dans le cadre du processus de devenir un Marja'-e-Taqlid, c'est-à-dire un grand ayatollah. Ces livres contiennent les décisions pratiques du clerc sur l'application de l'islam à la vie quotidienne. Ils sont organisés en fonction de sujets tels que la pureté rituelle, le culte, les questions sociales, les affaires et les affaires politiques. En examinant chaque demande, ils décrivent les principes et les textes utilisés pour parvenir à une décision spécifique. Ils sont utilisés par les partisans d'une Marja pour conformer leur comportement à l'islam.  
Toutes les risalahs commencent par un avertissement explicite stipulant qu'aucune preuve ne sera donnée pour aucun des cinq articles de foi dans les fondements de la religion (Usul al-dín)[réf. nécessaire].    

## Voir également
- Ayatollah
- Taqleed
- Usulisme